# Neumann-Spallart (Adelsgeschlecht)

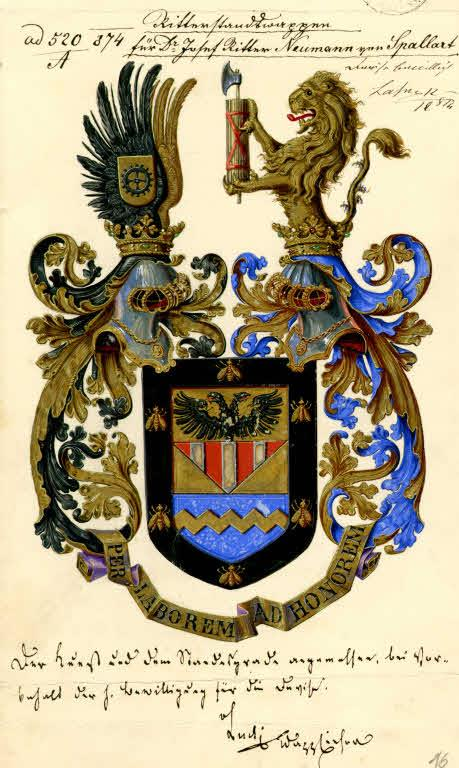
Wappen derer von Neumann-Spallart (1875)

Neumann-Spallart ist der Name einer katholischen, ursprünglich aus Mähren stammenden Familie, die 1875 in den österreichischen Adelsstand erhoben wurde. Angehörige dieses Geschlechtes waren vor allem als Unternehmer, Militärs und Beamte tätig.

## Geschichte

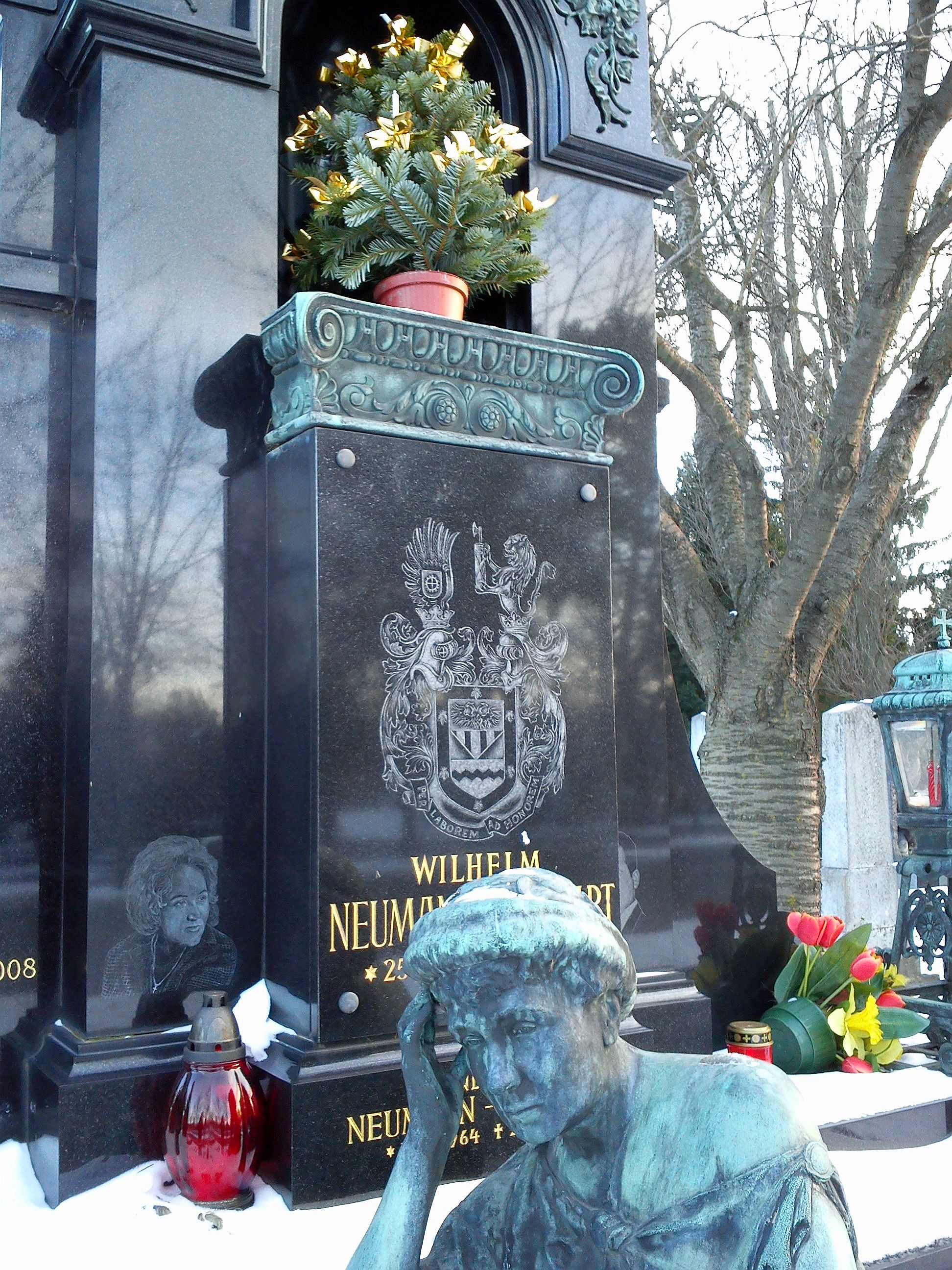
Zentralfriedhof Wien, Grabstätte Neumann-Spallart mit Familienwappen

Der aus bescheidenen Verhältnissen stammende und 1797 in Tischnowitz in Mähren geborene Joseph Franz Neumann studierte ab 1817 an der Universität Wien, wo er 1821 zum Dr. jur. promovierte. Er wirkte anschließend am Theresianum, erwarb die Herrschaft Breitensee und war später als Hof- und Gerichtsadvokat in Wien tätig. 1839 gehörte er zu den Gründern des Niederösterreichischen Gewerbevereins, als dessen Vizepräsident er mehrere Jahre wirkte. Er war verheiratet mit Elise von Spallart (1799–1879), Tochter des 1808 verstorbenen Robert Edlen von Spallart. Als Neumann 1875 als einer der führenden Gewerbe- und Wirtschaftsfachleute seiner Zeit in den österreichischen Adelsstand erhoben wurde, nahm er den Namen "Neumann von Spallart" an. Er war Ehrenbürger von  Tischnowitz und Breitensee und hinterließ vier Söhne, Robert (1825–1880), Aemilian (1829–1901), Julius (1831–1896) und Franz Xaver (1837–1888).
Robert (1825–1880) heiratete 1854 Barbara von Ettenreich, das einzige Kind des Josef Ritter von Ettenreich, worauf auf ihn mit kaiserlicher Genehmigung der Ritterstand seines Schwiegervaters übertragen wurde. Dadurch entstand das Adelsgeschlecht Ritter Neumann-Ettenreich von Spallart. Ihr Sohn Robert von Neumann-Ettenreich war Zivilrechts-Professor an der k.u.k. orientalischen Akademie sowie Rat am Verwaltungsgerichtshof, Mitglied des Reichsgerichts und zuletzt ständiger Berichterstatter des österreichischen Verfassungsgerichtshofes und verstarb, im 69. Lebensjahr, am 26. März 1926 in Wien. Dessen Sohn war der Physiker, Radiopionier und Erfinder Robert von Neumann-Ettenreich (1892–1951), der sich nach 1919 Robert Ettenreich nannte. Er war verheiratet mit Elisabeth "Liesi" Engelhart, einer Tochter des bekannten Wiener Malers, Bildhauers und Mitbegründers der Secession Josef Engelhart. Seine Ur-Ur-Enkelin war die Musikprofessorin, Journalistin und Politikerin Nora Hiltl.
Julius (1831–1896) schlug eine militärische Laufbahn ein, absolvierte die Theresianische Militärakademie, wurde später in den Generalstab kommandiert und war zuletzt Kommandeur der 29. Infanterie-Truppendivision in Theresienstadt, ehe er 1894 in den Ruhestand versetzt wurde. Sein Bruder Franz Xaver (1837–1888) machte sich als Volkswirt und Statistiker einen Namen. Er studierte in Wien Rechts- und Staatswissenschaften, promovierte zum Dr. jur. und erhielt 1869 den Lehrstuhl für Nationalökonomie an der Kriegsschule, von dem er 1872 an die Universität Wien und im folgenden Jahr als ordentlicher Professor an die Hochschule für Bodenkultur überging. Seine Ehefrau Gabrielle (geb. Benedict von Mautenau) war Komponistin, sein Sohn Anatol (1872–1914) war Dr. phil. und Offizier im Ersten Weltkrieg, dessen Sohn Max Georg ein bedeutender Theaterkapellmeister und ebenfalls Komponist.
Nach dem Untergang der österreichisch-ungarischen Monarchie gingen der Familie mit dem Adelsaufhebungsgesetz 1919 die Nobilitierungen wieder verloren. Nach  Franz Xaver von Neumann-Spallart wurde im Jahr 1894 die Spallartgasse in Wien-Penzing (14. Bezirk) benannt; ein großes Konvolut mit Kompositionen, Briefen, Fotos, Manuskripten und Urkunden aus dem Nachlass seiner 1930 verstorbenen Ehefrau Gabrielle wurde im Januar 2006 im Internet versteigert.

## Genealogie (Auszug)

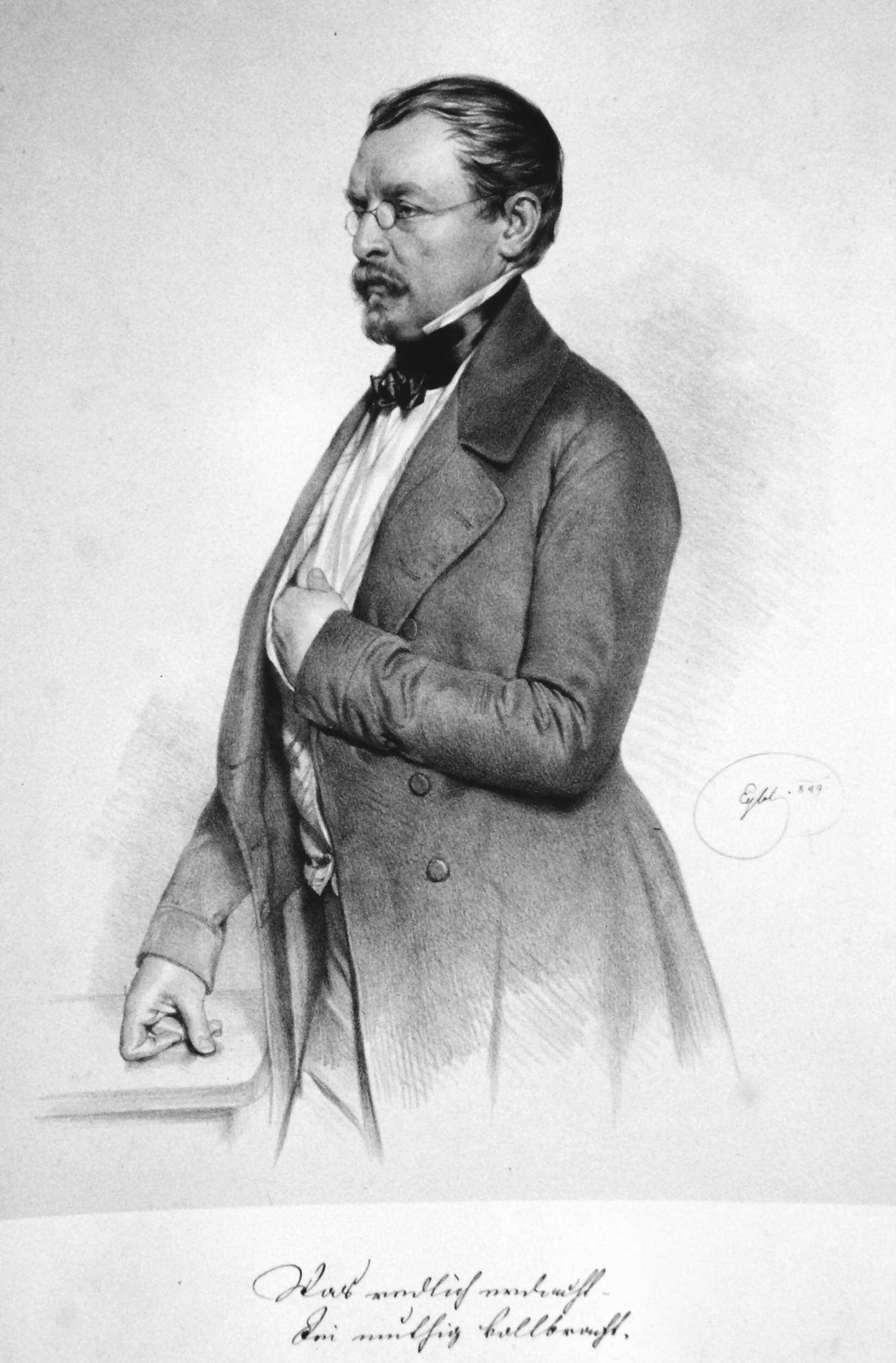
Joseph Franz Neumann von Spallart (1797–1880). Lithographie von Franz Eybl, 1849

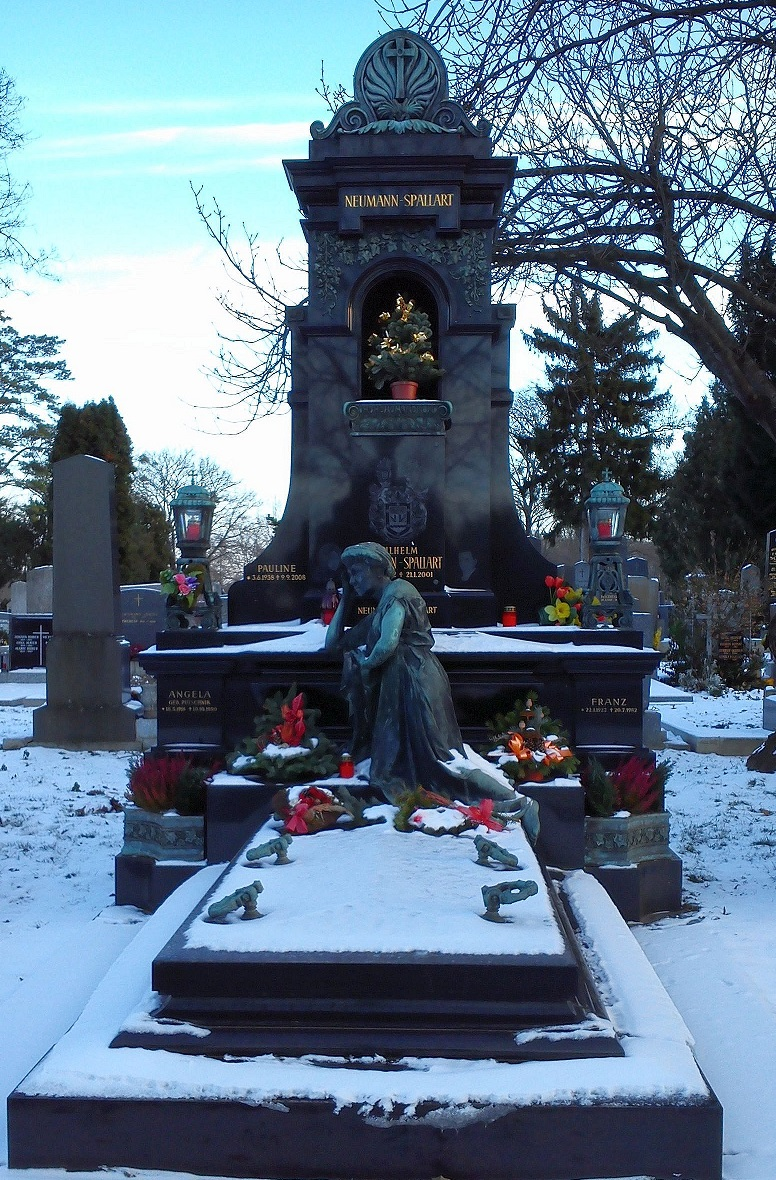
Zentralfriedhof Wien, Grabstätte Neumann-Spallart

1. Paul Neumann (* ? ; † ?), Gutspächter in Wischenau (Mähren)[4] ⚭ N.N. (* ? ; † ?), und hatte aus dieser Ehe:
  1. Joseph Franz Neumann, seit 1875 von Neumann-Spallart (* 22. Februar 1797 in Tischnowitz; † 2. November 1880 in Wien), Dr. jur., k. k. Rat, Gewerbefachmann[5] ⚭ Elise Marie Anna Edle von Spallart (* 1799; † 1879), Tochter des Robert Edlen von Spallart († 1808),[4] und hatte aus dieser Ehe:
    1. Robert Neumann, seit 1854 Ritter von Neumann-Ettenreich (* 4. Juli 1825 in Wien; † 6. Juli 1880 ebenda), k. k. Major[4] ⚭ 18. April 1854 Barbara von Ettenreich (* 18. Jänner 1830 in Wien; † 7. Jänner 1908 ebenda), Tochter des Josef Ritter von Ettenreich (1800–1875), und hatte aus dieser Ehe:
      1. Robert von Neumann-Ettenreich (* 8. Jänner 1857 in Wien; † 26. März 1926 ebenda), ständiger Berichterstatter des österreichischen Verfassungsgerichtshofes[1] ⚭ 1888 (* ? ; † ?), und hatte aus dieser Ehe:
        1. Robert von Neumann-Ettenreich (* 1. November 1890 in Wien; † 7. Jänner 1951 ebenda), Physiker, Erfinder und Radiopionier, seit 1919 Robert Ettenreich ⚭  Elisabeth "Liesi" Engelhart (* 1898 ; † 1994), Tochter des Josef Engelhart (1864–1941)
        2. Agathe Neumann-Ettenreich

    2. Marie Neumann (* 1826; † 1892) ⚭ Karl Schwabe, seit 1846 Schwabe Edler von Waisenfreund (* 1827; † 1875), Ministerialrat im k. k. Finanzministerium.[4] Beider Grabstätte befindet sich auf dem Pfarrfriedhof Penzing in Wien.[6]
    3. Aemilian Neumann, seit 1875 von Neumann-Spallart (* 1829; † 1901), Fabrikbesitzer in Oberweis bei Gmunden, Gutsbesitzer[4] ⚭ N.N. (* ? ; † ?)
    4. Julius Neumann, seit 1875 von Neumann-Spallart (* 1831; † 1896), k.u.k. General[7] ⚭ Zoë von Neumann-Ettenreich (* 18. Mai 1855 ; † 5. August 1913)
    5. Franz Xaver Neumann, seit 1875 von Neumann-Spallart (* 11. November 1837 in Wien; † 19. April 1888 ebenda), Dr. jur., Volkswirt und Statistiker[8] ⚭ 31. Juli 1871  Gabrielle Benedict (9. Januar 1851 in Wien; † 18. Juni 1930 in Radebeul), Tochter des Hof- und Gerichts-Advokaten Dr. Joseph Benedict, seit 1873 Benedict von Mautenau (* 1809 in Straßburg/Kärnten; † ?), und hatte aus dieser Ehe:
      1. Anatol Neumann, seit 1875 von Neumann-Spallart (* 1872; † 1914), Dr. phil., k.u.k. Offizier[9] ⚭ Berta Maria Hoenig (* ? ; † ?), und hatte aus dieser Ehe:
        1. Max Georg von Neumann-Spallart (* 25. April 1897 in Olmütz; † ?), Theaterkapellmeister und Komponist

Joseph von Neumanns Ur-Ur-Enkelinnen waren die Lehrerin und Politikerin Nora Hiltl (1905–1979) und deren Zwillingsschwester, die Politikerin Herta Pammer.